# Рагаци дел '99
Рагаци дел '99 је насеље у Италији у округу Агриђенто, региону Сицилија.
Према процени из 2011. у насељу је живело 76 становника. Насеље се налази на надморској висини од 215 м.